# Eugene Shoemaker
Eugene Merle Shoemaker  (también conocido como Gene Shoemaker) (28 de abril de 1928-18 de julio de 1997) fue uno de los fundadores de las ciencias planetarias y el más conocido de los codescubridores del cometa Shoemaker-Levy 9 junto con su esposa Carolyn Jean Spellmann y el astrónomo David Levy.

## Biografía

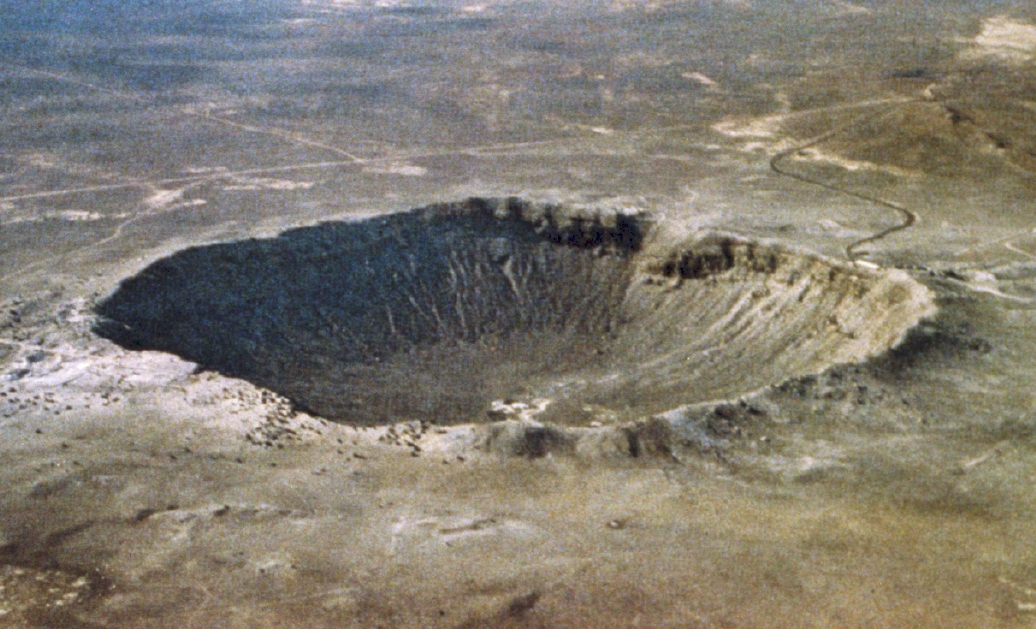
Cráter Barringer (inglés: "Meteor Crater"), Flagstaff, Arizona.

Shoemaker nació en Los Ángeles, California, hijo de Muriel May (de soltera Scott), maestra, y de George Estel Shoemaker, dedicado a la agricultura, los negocios, la enseñanza y a las imágenes animadas. Sus padres eran de Nebraska.
En su doctorado en ciencias físicas en la Universidad de Princeton de 1960 (tras reanudar su interrumpida carrera académica) el Dr. Shoemaker demostró que el cráter Barringer en Arizona se produjo por el impacto de un meteorito. Shoemaker adelantó la idea de que los cambios geológicos súbitos pueden deberse a los asteroides y que estos son fenómenos comunes en períodos de tiempo a escala geológica. Previamente se creía que todos los cráteres, incluso los de la Luna eran el remanente de volcanes extintos.
Shoemaker pensó esto después de inspeccionar los cráteres creados por las pruebas de la bomba atómica en Nevada Test Site y Yuca Flats, donde detectó la formación de un anillo de material arrojado por la explosión. En ambos casos aparecía coesita, es decir cuarzo sometido a una intensa presión.
El doctor Shoemaker abrió el campo de la astrogeología fundando el Programa de Investigación de Astrogeología del Servicio Geológico de los Estados Unidos (USGS) en 1961. Fue su primer director. Estaba claramente involucrado en el programa Ranger, que mostró que la Luna estaba repleta de cráteres de impacto de todos los tamaños. El Dr. Shoemaker también participaba en el entrenamiento de los astronautas estadounidenses del programa Apolo. Fue designado como el primer científico para caminar por la Luna, pero no pudo al detectársele una enfermedad de su glándula suprarrenal.
En 1969, en Caltech empezó una búsqueda sistemática de asteroides que cruzan la órbita de la Tierra. Se produjo el descubrimiento de varias familias de tales asteroides incluidos los asteroides Apolo.
En 1992, Shoemaker recibió la Medalla Nacional de Ciencia de los Estados Unidos. En 1993, codescubrió el cometa Shoemaker-Levy 9, que fue objeto de la primera observación del impacto de un cometa con un planeta.
El Dr. Shoemaker pereció en un accidente de automóvil en Alice Springs, Australia, en 1997. Algunas de sus cenizas fueron llevadas a la Luna por la sonda espacial Lunar Prospector. Hasta la fecha es la única persona cuyas cenizas han sido transportadas a la Luna.

## Reconocimientos
- Recibió con su esposa la medalla James Craig Watson en 1998.
- El Patio de Shoemaker es un área de piedra que simula la zona de Marte donde aterrizó la nave Opportunity e informalmente nombrada así en su honor.
- El cráter lunar Shoemaker lleva este nombre en su memoria.[5]
- El asteroide 2074 Shoemaker, lleva su nombre en su honor.[6]
- En el disco Human. :II: Nature. de la banda finesa de metal sinfónico Nightwish, la canción Shoemaker está dedicada a Eugene Shoemaker e inspirada en su vida.